# 2750 Loviisa
2750 Loviisa este un asteroid din centura principală, descoperit pe 30 decembrie 1940, de Yrjö Väisälä.